# Der fünfmal getötete Pfarrer
Das Märe Der fünfmal getötete Pfarrer  wurde von Hans Rosenplüt (* 1400 in Nürnberg; † 1460 in Nürnberg) verfasst. Rosenplüt war ein bekannter Nürnberger Handwerkerdichter. Das Märe ist in zwei Handschriften überliefert: Handschrift h* (um 1490, nordbairisch (Nürnberg?)), S. 99–115 und Handschrift w* (zwischen 1466 und 1483, nordbairisch (Nürnberg?)), Bl. 2r–8r (Abdruck: Kully, Codex Weimar Q 565, S. 56–64).
Das Märe thematisiert ein häufig vorkommendes Problem in der Gesellschaft, nämlich die Vertuschung eigener Schuld. Es handelt von einem Pfarrer, welcher von einem Schuster unabsichtlich ermordet wird. Der Schuster überlegt, wie er am besten jemand anderen den Mord in die Schuhe schieben kann. Sein Plan geht auf und ein Bauer denkt nun, er habe den Pfarrer ermordet. Doch auch dieser will den Mord nicht verursacht haben und schiebt die Schuld auf seinen Nachbar. Die Leiche landet am Ende beim Küster und wird in einer Kirche platziert, wo sie eine alte Dame erschlägt und beide beerdigt werden.

## Inhalt
Ein Pfarrer muss sich ein Loch im Stiefel nähen lassen. Der Schuster stellt sich dabei jedoch so ungeschickt an, dass er den Pfarrer in eine Ader sticht. Dieser verblutet daraufhin.
Der Schuster und seine Frau schmieden einen Plan, wie sie den Mord vertuschen können. Sie setzen die Leiche auf ein Pferd und führen es auf das Feld eines Bauern. Da der Bauer denkt, der Pfarrer sei noch am Leben, versucht er ihn von seinem Feld zu verscheuchen. Als seine Bemühungen nicht zum Erfolg führen, verliert er die Geduld und wirft einen Stein auf den längst toten Pfarrer. Dieser sackt daraufhin leblos zu Boden.
Der Bauer glaubt sich des Mordes schuldig. Mit seiner Frau lässt er die Leiche vor dem Gatter seines Nachbarn, der ebenfalls ein Bauer ist, stehen. Am darauffolgenden Tag will der Nachbar anfangen zu arbeiten. Er kommt aber nicht aufs Feld, da die Leiche sein Gatter blockiert. Der Bauer redet auf den Pfarrer ein, aber dieser reagiert nicht auf seine Aufforderungen. Der Bauer löst das Problem schließlich, indem er das Gatter schwungvoll aufstößt. Die Leiche fällt dadurch herunter. Daraufhin denkt auch dieser Bauer, er habe den Pfarrer umgebracht, und fragt seine Frau um Rat, wie sie das Problem lösen können. Zusammen fällt ihnen eine List ein: Sie brechen mit der Leiche in das Haus des Küsters ein. Dort befindet sich ein Backtrog mit Teig. Das Ehepaar lässt es so aussehen, als hätte der Pfarrer sich an dem Teig überfressen und wäre daran gestorben.
Am nächsten Tag will die Frau des Küsters den Teig verarbeiten. Doch anstatt des Teigs erblickt sie den Pfarrer. Sie schließt daraus, dass der Pfarrer an zu großer Aufnahme des Teigs gestorben sei und ruft ihren Ehemann herbei. Sie stellen die Leiche daraufhin in die Kirche. Dort erschlägt sie eine alte Dame. Schlussendlich begräbt das Dorf die beiden und niemand wird wegen Mordes angeklagt.